# ميكائيل باجيس

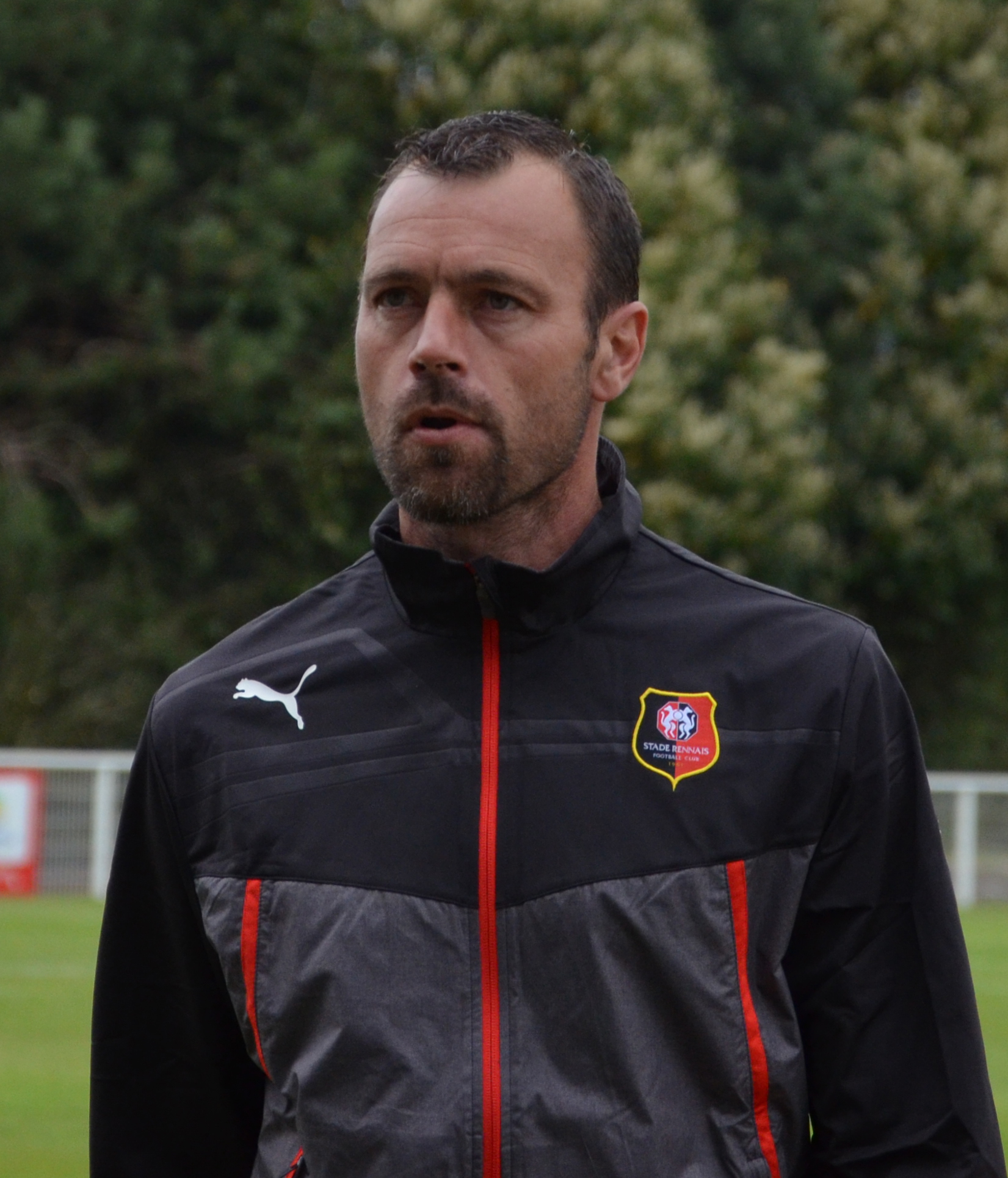

ميكائيل باجيس (بالفرنسية: Mickaël Pagis)‏ (مواليد 17 أغسطس 1973 في أنغيرز - فرنسا) لاعب كرة قدم فرنسي يلعب حاليا لصالح نادي الدرجة الأولى رين الفرنسي منذ 2007 في مركز المهاجم.

## روابط خارجية
- ميكائيل باجيس على موقع قاعدة بيانات كرة القدم.إي يو (الإنجليزية)
- ميكائيل باجيس على موقع بيانات كرة القدم. دي إي (الألمانية)
- ميكائيل باجيس على موقع ليكيب (الفرنسية)
- ميكائيل باجيس على موقع Soccerway.com (الإنجليزية)
- ميكائيل باجيس على موقع عالم كرة القدم.نت (الإنجليزية)
- ميكائيل باجيس على موقع GSA (الإنجليزية)